# 达美私人飞机航空
達美私人飛機航空（英語：Delta Private Jets）是一家位於美國肯塔基州布恩縣的航空公司。該公司是達美航空的全資子公司，它以辛辛那堤/北肯塔基國際機場為樞紐機場來運營公務機的包機服務。

## 歷史
達美私人飛機航空成立於1984年，原名為康姆航空快运（Comair Jet Express），2001年10月更名為達美私人飛機航空
2009年，該公司被《Executive Travel》雜誌評為「最佳私人飛機服務」（Best Private Jet Service）。
2018年11月，达美私人飞机航空宣佈在勞德岱堡－荷里活國際機場建立迎的維修中心，擴大其飛機維修服務能力。
2019年12月9日，达美私人飞机航空宣佈購入私人飛機航空公司Wheels Up的股份，並計劃在2020年首季把該公司旗下超過120架飛機和7,700名會員與私人飛機航空合並，使機隊總規模達190架。

## 優惠服務
達美私人飛機航空設有達美私人飛機卡（Delta Private Jets Card）的優惠服務，該卡可讓持卡者享受到達美航空提供的優惠價格和服務。持卡者亦可使用該卡購買達美航空的商務班機機票，並進而獲得達美「飛凡里程常客計劃」的尊爵鑽石卡會員資格。

## 機隊
截止2020年3月，達美私人飛機航空的機隊由以下飛機組成:
龐巴迪公司
- 1架挑戰者300
- 1架挑戰者350
- 5架挑戰者604
- 里爾噴射機
- 4架里尔45
- 4架里尔60
- 1架里尔70

塞斯納
- 7架獎狀X
- 21架獎狀XLS/Excel
- 3架獎狀CJ2
- 6架獎狀CJ3
- 1架獎狀Ultra/Bravo
- 4架獎狀Sovereign

湾流宇航
- 2架湾流IV
- 3架灣流V
- 3架湾流G200
- 1架灣流G100

豪客比奇
- 1架豪客4000
- 1架豪客800XP

達梭航太
- 1架达索猎鹰7X

巴西航空工業公司
- 1架Embraer Phenom 300

Nextan
- 1架ENextant 400XT

## 外部連結
- 達美私人飛機航空 （页面存档备份，存于）（英文）